# Rm (Unix)
Onder het Unix-besturingssysteem en alle varianten erop is rm (remove) het commando om één of meer bestanden te verwijderen van een bestandssysteem.
Net als onder vele andere besturingssystemen wil verwijderen niet zeggen dat het bestand ook fysiek van de schijf verwijderd wordt. Alleen de verwijzing naar het bestand wordt verwijderd. Voor de gebruiker lijkt het dan wel alsof het bestand echt helemaal weg is, maar speciale programma's kunnen het met enig geluk soms toch nog opvissen, doordat de data feitelijk niet gewist wordt maar slechts de locatie op het opslagmedium weer als 'vrij' of 'overschrijfbaar' wordt aangemerkt. Er zijn dus nog kansen voor data recovery. Dit gegeven heeft onder meer implicaties voor de omgang met 'gevoelige' gegevens, hetgeen nog weleens over het hoofd wordt gezien bij het vervangen en eventueel hergebruiken van oude opslagmedia zoals vaste schijven

## Enkele parameters
Als belangrijkste parameter moet aan de opdracht rm uiteraard een specificatie worden meegegeven van het bestand (of de bestanden) die men wil verwijderen. Hierbij kunnen de gebruikelijke jokertekens worden toegepast om eenvoudig een groep bestanden te specificeren met namen die een bepaalde mate van overeenkomstigheid vertonen. Zo verwijdert rm brief*  alle bestanden waarvan de naam met 'brief' begint.
Daarnaast kunnen één of meer opties worden meegegeven om de exacte werkwijze te beïnvloeden. De beschikbare opties en hun functie zijn niet voor alle unices gelijk (wees dus voorzichtig), maar enkele gebruikelijke zijn deze:
- -r: Verwijder recursief ook in onderliggende subdirectory's
- -f: Negeer fouten en vraag nooit om bevestiging of je het bestand wel echt wilt verwijderen
- -i: Vraag bevestiging voor elk bestand

Wanneer meer opties gewenst zijn kunnen deze gezamenlijk opgegeven worden achter één voorvoegselteken '-' (Engels: option prefix). Zo zal bijvoorbeeld rm -rf * vanaf de actieve werkdirectory alle bestanden (*) en subdirectory's (-r) wissen zonder verdere waarschuwingen of foutmeldingen (-f).
Onbedachtzaam met rm omgaan kan ernstige gevolgen hebben, zoals het niet meer kunnen terugkrijgen van de bestanden of, indien men als rootgebruiker werkt, het onklaar maken van het hele systeem.